# Museu de la Torneria
El Museu de la Torneria és un equipament cultural a Torelló (Osona) protegit com a Bé Cultural d'Interès Local, pertanyent a la xarxa de museus del MNACTEC. Originàriament fou construït com a fàbrica de torneria amb el nom de Can Vidal o fàbrica Vidal, cognom dels propietaris del negoci. Com resultava habitual, els propietaris disposaven d'un habitatge proper a la fàbrica, en aquest cas la Torre Vidal.

## Arquitectura
Es tracta d'un edifici aïllat, de planta rectangular orientat en direcció nord sud. És de planta baixa i dos pisos amb coberta a dues aigües amb carener en direcció a la dimensió llarga, que protegeix les quatre façanes amb un ràfec sustentat per colls de fusta.
Els murs són de paredat de còdol de gra mitjà, aglomerat, reforçat i relligat amb verdugades de maó.
La façana principal és la testera sud, la qual fa front al carrer de Sant Pau, encara que enretirada de l'alineació.
L'edifici segueix un ritme marcat per un mòdul estructural fet de pilars i bigues de ferro fos. Les façanes es repeteixen de manera igual a totes quatre façanes. Són fetes de maó amb arc rebaixat col·locat de pla. Presenten una imposta feta per dues verdugades de maó que ressegueixen totes les façanes en els tres nivells. Una altra franja horitzontal marca la divisió entre cada pis. El pis superior presenta les obertures coronelles. Estan formades per un doble arc de característiques semblants a les obertures del pis inferior.

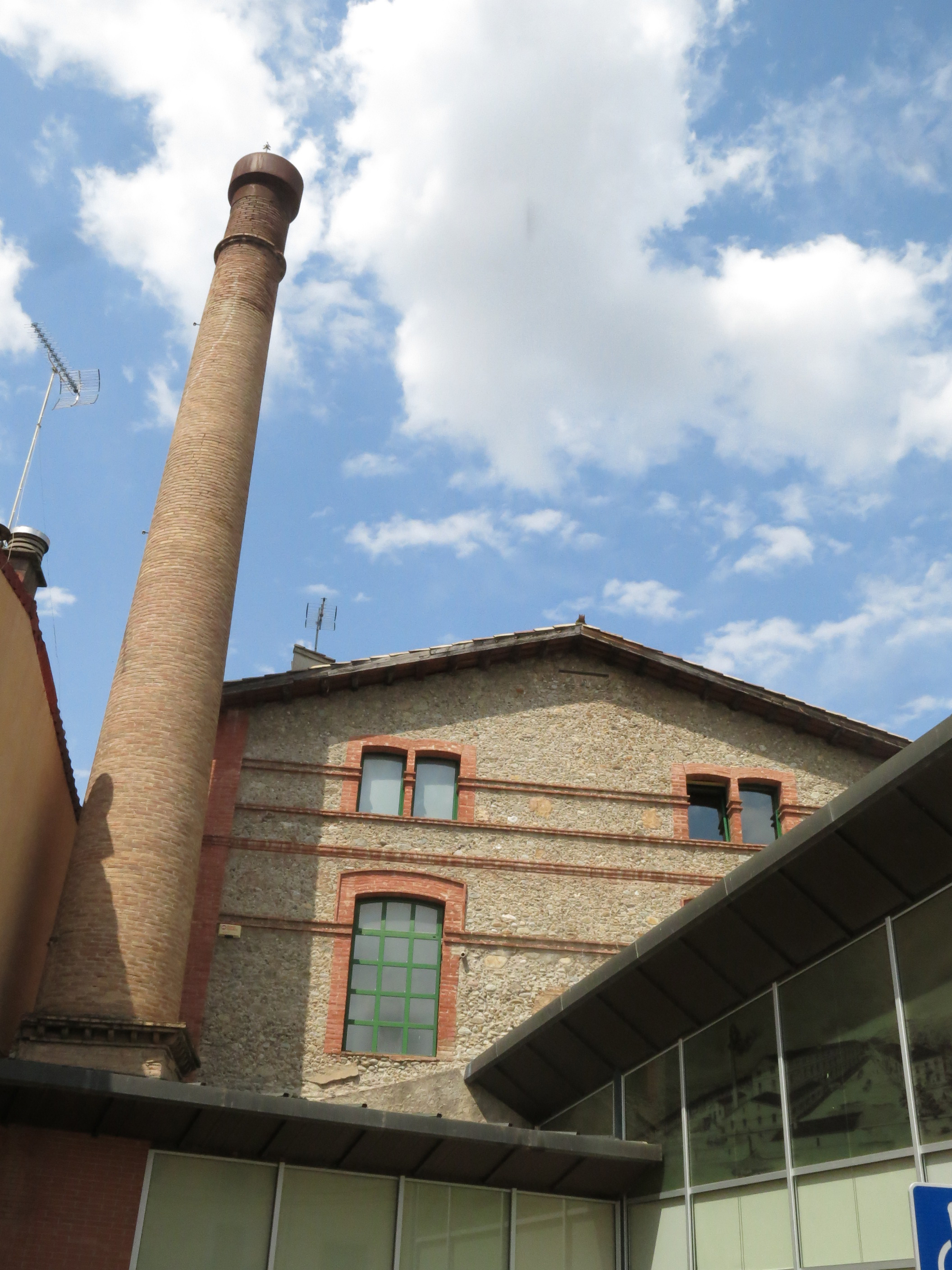
Xemeneia

L'edifici està enretirat uns 8 metres respecte l'alineació del carrer i aquest lloc l'ocupa una marquesina metàl·lica. En aquest àmbit també trobem una gran xemeneia de secció circular feta de maó.
En l'adequació de la fàbrica com a museu s'ha intentat respectar al màxim l'edifici. S'ha netejat l'estructura amb un sorrejat, se li ha donat monolitisme amb un planxé de formigó sobre els forjats i s'han col·loca plaques de pladur, adossades als murs, per donar continuïtat i regularitat.

## Història
L'edifici va ser construït entre 1898 i 1900 pels fills de Ramon Vidal Vial. Ramon Vidal havia iniciat un taller de torneria mecànica als baixos de la casa del carrer Sant Miquel, 18 l'any 1854. L'empresa dedicada a la fabricació de complements per a la filatura tèxtil prosperà.
L'hereu Josep Vidal i Cuatrecasas va fer construir la fàbrica. No es coneix l'autor del projecte, ni tampoc el constructor. Però és probable que fos projectada pel mestre d'obres Manuel Vega i March i construïda per Jaume Domènech.
A més de la nau de tres plantes, varen construir la cada del propietari, els coberts d'assecador, els taller de pintura i manyaneria, el forn, un soterrani per a la caldera, uns garatges, uns safareigs i un despatx. Tot això dins d'un recinte al qual s'hi accedia pel carrer Sant Pau.
L'empresa es dedicà a la fabricació de complements per a la filatura (bitlles, rodets, canons...). Tanca les seves portes l'any 1964. Ramon Vidal Espona fou l'últim director entre 1939 i 1964.
Durant la Guerra Civil la torneria fou col·lectivitzada (Sindicat Únic de Torners de Fusta).
L'edifici ha sofert diferents intervencions al llarg del temps.
L'any 1996 l'Ajuntament de Torelló inicià els tràmits per adquirir la fàbrica. El projecte de rehabilitació i a adequació ha estat dut a terme per l'arquitecte municipal Melcior Manubens i l'aparellador Climent Panicot. La reforma ha consistit en eliminar els afegits fets el 1971, així com reforçar l'estructura de l'immoble.
L'obra s'ha finançat amb ajut del FEDER (Fons Europeu pel Desenvolupament Estructural i Regional).